# Eva Lichtenberger

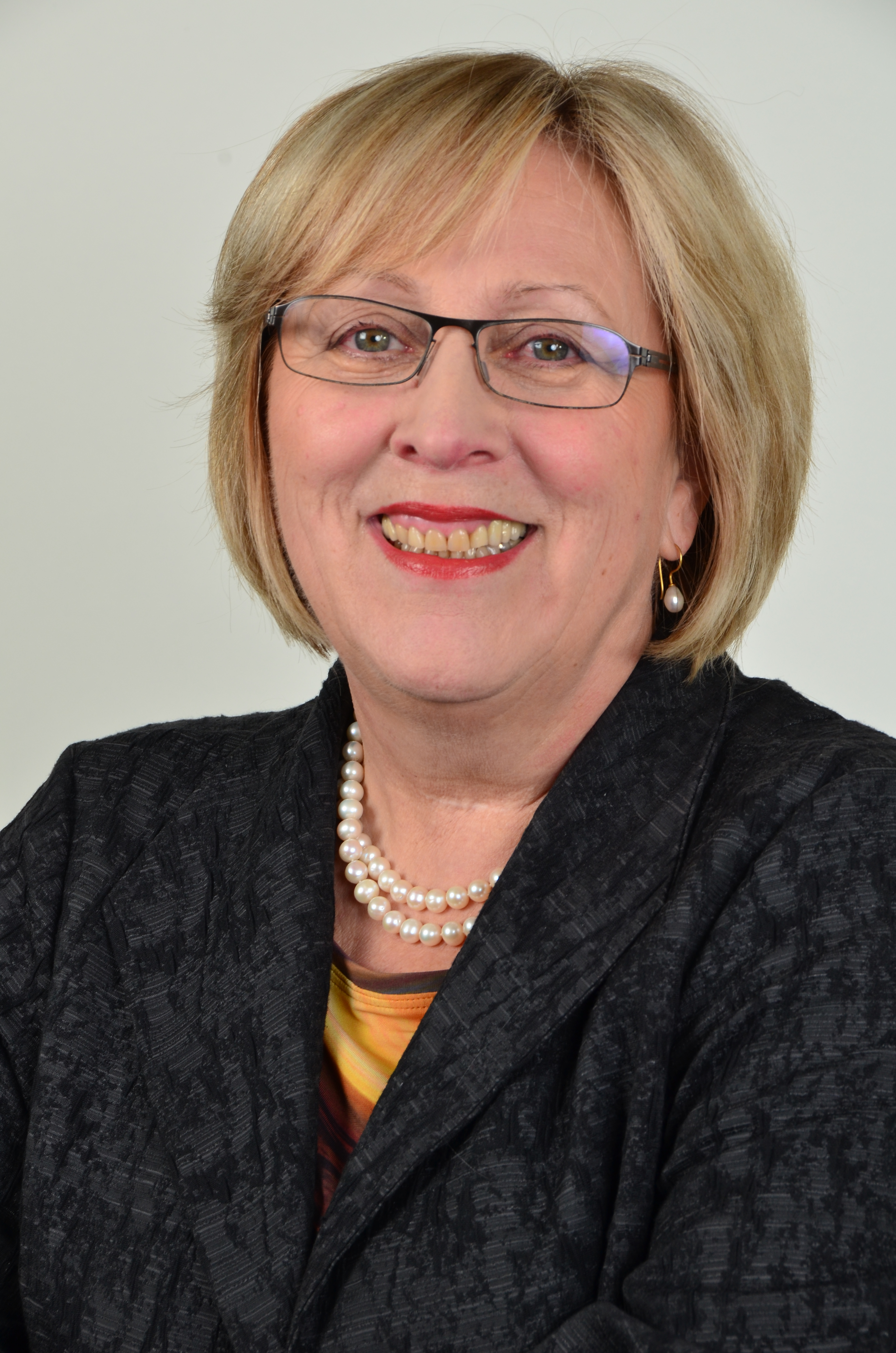
Eva Lichtenberger

Eva Lichtenberger (n. 1 iulie 1954, Zams) este o politiciană austriacă, membru al Parlamentului European în perioada 2004-2009 din partea Austriei. Eva Lichtenberger este un membru cunoscut Verzilor.
1. ↑  Deputații în Parlamentul European